# Hugh Duffy
Hugh Duffy (Cranston, Rhode Island, 26 de noviembre de 1866-Boston, Massachusetts, 19 de octubre de 1954) fue un jugador profesional estadounidense de béisbol que se desempeñó en la posición de jardinero central en las Grandes Ligas de Béisbol (MLB). Es miembro del Salón de la Fama del Béisbol.

## Carrera
Duffy jugó como profesional tres temporadas en Chicago Cubs (1888-1890), después pasó a Boston Reds (1891), luego a Boston Braves (1892-1900), posteriormente a Milwaukee Brewers (1901), y finalmente, se unió a Philadelphia Phillies, donde jugó tres temporadas (1904-1906), y fue el equipo en el que se retiró.

## Reconocimiento
En 1945, ingresó como miembro al Salón de la Fama del Béisbol.